# Куростров
Куро́стров — остров в Холмогорском разветвлении Северной Двины, в Холмогорском сельском поселении Холмогорского района Архангельской области.
Остров находится напротив села Холмогоры. Между Холмогорами и Куростровом в период летней навигации действует паромная переправа, в холодное время года — зимник. От левого берега Северной Двины Куростров отделяет протока Быстрокурка, от островов Ухтостров (Вошкаранский), Вошкаранда (Мурки), Осередок, Репное — протока Богоявленка, от острова Кулья — протока Ровдогорка. От правого берега Северной Двины, где находится деревня Вавчуга, Куростров отделяет главный судоходный рукав Северной Двины. От основного судового хода на 77,3 км ответвляется дополнительный судовой ход к остановочному пункту Ломоносово на острове Куростров.
В 1471 году Куростров упомянут в списке Двинских земель. В XVI—XVIII веках остров административно относился к Куростровской волости Двинского (затем Архангельского) уезда.
В деревне Мишанинская (ныне село Ломоносово) на Курострове 8 ноября 1711 года родился великий деятель эпохи Просвещения Михаил Васильевич Ломоносов. В здании, построенном в конце XIX века специально для школы и расположенном на месте усадьбы семьи Ломоносовых, находится Историко-мемориальный музей Михаила Васильевича Ломоносова. К 290-летию Ломоносова в нём открыли дополнительный зал, в котором разместились две постоянные выставки — «Картинная галерея» и «Холмогорская резная кость». Особой гордостью и ценностью музея является купель XVII века.

## Населённые пункты
| №  | Населённый пункт | Тип населённого пункта | Население |
| -- | ---------------- | ---------------------- | --------- |
| 1  | Андрияновская    | деревня                | →6        |
| 2  | Большое Залесье  | деревня                | ↗12       |
| 3  | Бор              | деревня                | →0        |
| 4  | Боярская         | деревня                | ↗83       |
| 5  | Бушково          | деревня                | →0        |
| 6  | Даниловская      | деревня                | ↗14       |
| 7  | Демушино         | деревня                | ↗63       |
| 8  | Жучково          | деревня                | ↘2        |
| 9  | Залыва           | деревня                | ↘7        |
| 10 | Заручевье        | деревня                | ↗2        |
| 11 | Косновская       | деревня                | ↗19       |
| 12 | Кочерино         | деревня                | ↗10       |
| 13 | Красное Село     | деревня                | ↗160      |
| 14 | Ломоносово       | село                   | ↗214      |
| 15 | Лыжино           | деревня                | 6         |
| 16 | Макарово         | деревня                | →0        |
| 17 | Малое Залесье    | деревня                | ↗14       |
| 18 | Марково          | деревня                | ↗7        |
| 19 | Митревщина       | деревня                | ↗2        |
| 20 | Неверово         | деревня                | ↗5        |
| 21 | Некрасово        | деревня                | ↗7        |
| 22 | Осина Гора       | деревня                | ↗5        |
| 23 | Пекишево         | деревня                | →4        |
| 24 | Перхуровская     | деревня                | ↗12       |
| 25 | Подгорье         | деревня                | ↘12       |
| 26 | Подсосны         | деревня                | ↘2        |
| 27 | Почапы           | деревня                | →0        |
| 28 | Разлог           | деревня                | ↗165      |
| 29 | Строительская    | деревня                | ↗21       |
| 30 | Сурово           | деревня                | →0        |
| 31 | Татаурово        | деревня                | ↗8        |
| 32 | Тихновская       | деревня                | ↗3        |
| 33 | Трехновская      | деревня                | ↘5        |

## Карты
- Топографическая карта. К югу от Архангельска — 1 : 100 000
- Куростров на Wikimapia